# Dafydd
Dafydd ist die walisische Form des männlichen Vornamens David.

## Namensträger

### Historische Zeit
- Dafydd ap Llywelyn (~1208–1246), Fürst in Wales
- Dafydd ap Gruffydd (1235–1283), Fürst von Wales
- Dafydd ap Gwilym (~1320–1350), walisischer Dichter

### Vorname
- Dafydd Iwan (* 1943), walisischer Sänger, Unternehmer und Politiker
- Dafydd Jones (* 1979), walisischer Rugby-Union-Spieler
- Dafydd Rhys Williams (* 1954), kanadischer Astronaut